# Władza Suwerena
Władza Suwerena (łot.  Suverēnā vara, SV) – łotewska partia polityczna założona w 2005. Wśród jej kandydatów w wyborach w 2022 znalazło się małżeństwo polityków: Jūlija oraz Vjačeslavs Stepaņenko. 

## Historia
Partia powstała w 2005 roku. Swą ideologię oparła na wartościach chrześcijańskich. Za cel postawiła sobie reprezentację i ochronę praw oraz interesów obywateli Łotwy w instytucjach administracji publicznej, parlamencie oraz w organizacjach międzynarodowych. Jako motto swojej działalności podaje artykuł 2 konstytucji Latvijas valsts suverēnā vara pieder Latvijas tautai („Suwerenna władza w państwie łotewskim należy do narodu Łotwy”). Wcześniej ugrupowanie funkcjonowało pod nazwą Związek Serca Łatgalii oraz Prawo. Odpowiedzialność. Porządek. 
W zarządzie partii znaleźli się m.in. byli posłowie na Sejm Jūlija Stepaņenko, Vjačeslavs Stepaņenko oraz Ļubova Švecova. Partia wystawiła swoje listy we wszystkich okręgach wyborczych Łotwy w wyborach z jesieni 2022 roku. W swoim programie proponowała m.in. zwolnienie osób do 25 roku życia z podatku dochodowego, a także zagwarantowanie, że zasiłek na dziecko wynosi jedną czwartą płacy minimalnej. Opowiadała się także za ochroną praw osób niezaszczepionych.
Ostatecznie na ugrupowanie głosowało 3,24% wyborców, a jego kandydaci nie dostali się do Sejmu. 